# Karwinskia humboldtiana
Karwinskia humboldtiana, llamada popularmente tullidor, es una especie de la familia Rhamnaceae originaria de México y el suroeste de Estados Unidos.

## Descripción
Arbusto o pequeño árbol de entre 1 a 8 m de alto, con un tronco que puede llegar a medir 20 cm de diámetro. Las hojas son pequeñas (1 a 1,5 mm de largo), verde brillante  más pálido en el envés, con manchas negras en las nervaduras principales, opuestas y con estípulas lineares. La inflorescencia surge en cimas axilares con flores solitarias o en escaso número. Flores sésiles o con pecíolo corto, con pétalos de color blanco amarillento y glándulas oscuras en los bordes de los sépalos. El fruto subgloboso, de unos 6 a 9 mm de diámetro, es de color negro brillante; contiene 2 o 3 semillas también negras al madurar. 

La pulpa del fruto es comestible, 
sin embargo las semillas y las hojas son tóxicas. Al igual que con la especie condalia microphylla (el piquillín), es tóxica para el ganado; esto se produce debido a que mantiene sus hojas en épocas secas, por lo cual el ganado se alimenta de ellas y esto ocasiona frecuente mortandad de estos animales.

## Distribución y hábitat
Se distribuye ampliamente por el suroeste de Estados Unidos y México. aunque es difícil delimitar las poblaciones, ya que la forma de hojas, flores y frutos varían mucho. 
Se encuentra en diversos hábitats, desde bosque tropical caducifolio, matorral seco, bosque de encino hasta pastizales, entre los 250 a los 2200 metros de altitud.

## Nombres comunes
Capulincillo, sarabuyo, saraguayo, tullidor, cachila, caracochilla, coyotillo.